# Višnjeva (Sjenica)
Višnjeva (Servisch cyrillisch Вишњева) is een plaats in de Servische gemeente Sjenica. De plaats telt 56 inwoners (2002).